# موهية

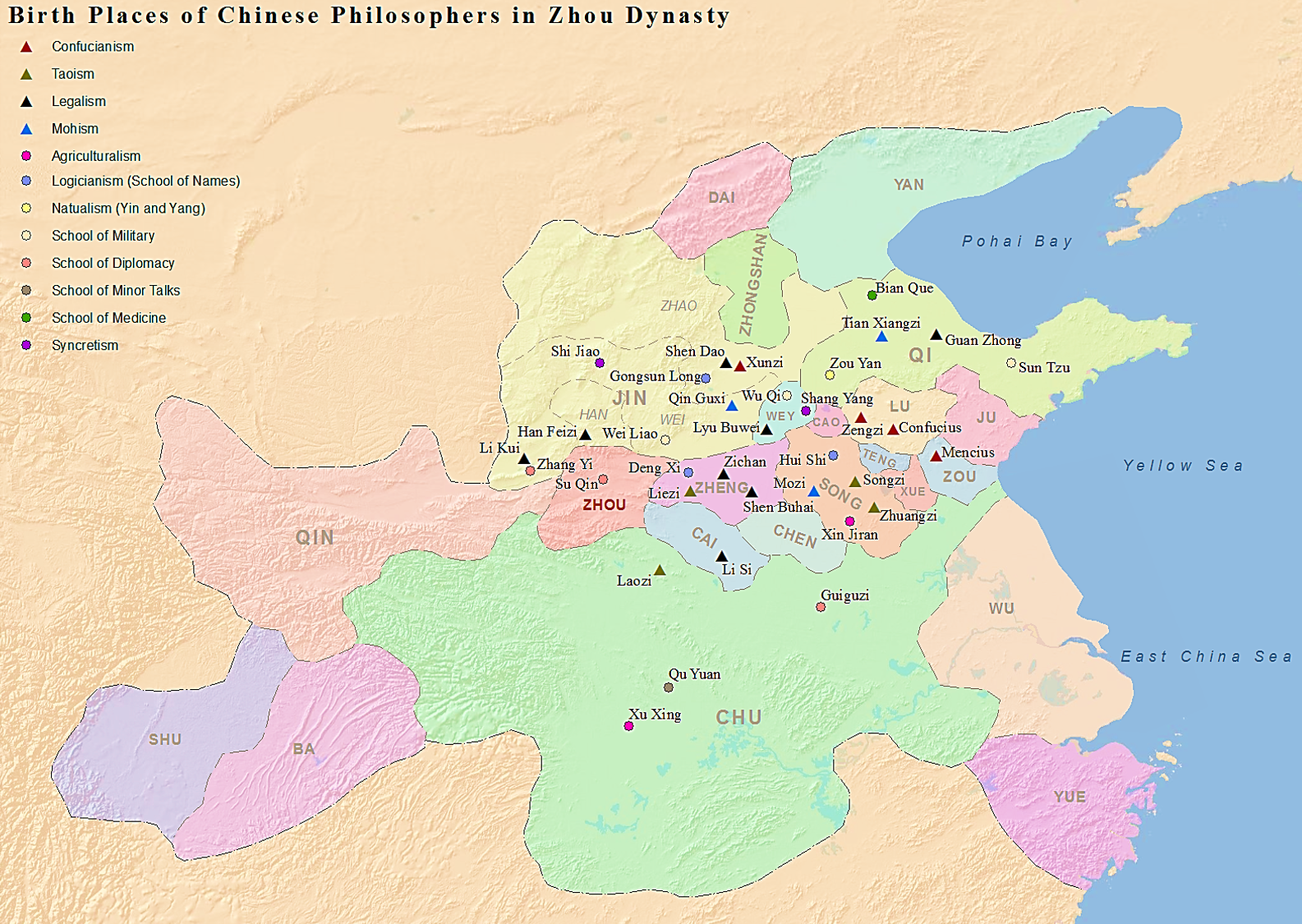
مساقط رؤوس مجموعة من الفلاسفة الصينيين البارزين من مدارس الفكر المئة خلال عهد سلالة زو الحاكمة. تشير المثلثات الزرقاء على الخريطة إلى الفلاسفة الموهيين.

موهية (بالصينية: 墨家، وتعني «مدرسة مو») وهي فلسفة صينية قديمة، نشأت من الفيلسوف الصيني موزي ما بين سنة 470 - 491 ق م، وقد تطورت من كونفشيوسية والطاوية والقانونية في فترة الربيع والخريف وفي فترة حقبة الممالك المتحاربة، عدد مِنْ العواملِ يُمْكِنُ أَنْ تُستَشهدَ بتَوضيح الهبوطِ واختفاءِ الموهية. جراهام صحيحُ من المحتمل، على سبيل المثال، لاقتراح ذلك بعد توحيدِ كين، فَقدَ الموهيين التأثير السياسي مارسوا كحرفيين خبراء وإختصاصيي دفاعِ الذين ساعدوا الولاياتَ الأصغرَ تَبْقى أثناء التَحَارُب تَذْكرُ عصراً.
طُوِّرت الموهية على يد طلاب العلم الأكاديميون الذين درسوا على يد الفيلسوف الصيني القديم موزي (470 ق م – 391 ق م)، وجُمعت في كتاب سُمي باسمه: كتاب موزي. تطورت الموهية في نفس فترة تطور الكونفوشية والطاوية والقانونية، وكانت واحدة من المدارس الفلسفية الرئيسة في الفترة الممتدة تقريباً بين عامي 770 ق م – 221 ق م. خلال تلك الفترة، كان يُرى في الموهية منافساً كبيراً للكونفوشية. رغم استمرار تأثيرها، فقد اندثرت الموهية تقريباً بوصفها مدرسة فكرية مستقلة.

## لمحة عامة
تشتهر الموهية بالدرجة الأولى بمفاهيم «الاهتمام المتجرد» (أو: الحب الشامل)، وعادة ما تترجَم هذه العبارة ترجمة مبسطة على «الحب الكوني»، وهذا غير دقيق؛ لأن موزي كان يرى أن المشكلة الأساسية في الأخلاق الإنسانية هي إفراط التحيز في التعاطف، وليست عجزاً في التعاطف بحد ذاته. وكان هدفه هو إعادة تقييم السلوك، لا العواطف والنزعات.
شكّل الموهيون تنظيماً سياسياً دقيق الهيكلية سعى إلى تحقيق الأفكار التي كانوا يدعون إليها، أي كتابات موزي. وكحال الكونفوشيين، لم يكونوا يعرضون خدماتهم المأجورة بهدف الكسب فقط، بل أيضاً في سبيل تحقيق نماذجهم الأخلاقية المثالية. وتألف هذا الهيكل السياسي من شبكة وحدات محلية في كل ممالك الصين الكبرى آنذاك، شكّلها عناصر من العلماء والطبقة العاملة معاً. قاد كل وحدة شخص سمي «جوزي» (وتعني حرفياً: الإزميل)، وفُرض نمط حياة متقشف وزاهد داخل الوحدة، وكان كل «جوزي» يعيّن خليفته بنفسه. طور الموهيون علوم التحصينات وإدارة شؤون الدولة، وكتبوا أبحاثاً عن الحكم تتنوع مواضيعها من كفاية الإنتاج الزراعي إلى قوانين التوريث. كثيراً ما استُؤجروا من قبل الممالك المتحاربة العديدة بصفتهم مستشاري دولة، فشابهوا بهذا بقية الفلاسفة الجوالين والفرسان الرحالين في ذلك العصر.

### الاهتمام والتجرد
تروج الموهية لفلسفة اهتمام متجرد؛ تقول إنه ينبغي بالمرء أن يهتم بجميع الأفراد الآخرين بنفس الدرجة، بغض النظر عن علاقاتهم الفعلية به. والتعبير عن هذا الاهتمام غير المتحيز هو ما يجعل المرء كائناً مستقيماً في الفكر الموهي. كانت هذه المناصرة للتجرد موضع هجوم من قبل المدارس الفلسفية الصينية الأخرى لا سيما الكونفوشية التي اعتقدت أنه لا يُفترض بالحب –رغم كونه غير مشروط- أن يكون غير متحيز. على سبيل المثال، ينبغي بالأطفال أن يكنّوا حباً أكبر نحو أهاليهم مما هو نحو الغرباء.
يُعرف موزي بإصراره على أن كل الناس سواسية في أحقيتهم بتلقي المنفعة المادية والحماية من الأذى البدني. في الموهية، لا تُحدَّد الأخلاقيات بالتقاليد والشعائر، بل عن طريق دليل أخلاقي ثابت يطابق النفعية. تختلف التقاليد من ثقافة إلى أخرى، ويحتاج البشر إلى دليل أكثر تقليدية لتحديد التقاليد المقبولة أخلاقياً، ويجب على هذا الدليل الأخلاقي أن يروج للسلوكيات الاجتماعية التي تزيد المنفعة العامة لجميع أفراد المجتمع إلى الحد الأعلى.
طُور مفهوم «آي» (愛) من قبل الفيلسوف الصيني موزي في القرن الرابع قبل الميلاد ردَّ فعل على مبدأ الحب الخيّر في الكونفوشية، إذ حاول موزي أن يبدل ما اعتبره نزعة صينية قديمة راسخة إلى التعلق الزائد بالهياكل العائلية والعشائرية، فيستعيض عنها بمفهوم «الحب الكوني». في هذا المجال، كان يحاجّ بشكل مباشر الكونفوشيين الذين اعتقدوا أن من الطبيعي والصائب للمرء أن يهتم بالأشخاص المختلفين بدرجات مختلفة. بينما اعتقد موزي، على النقيض، أنه ينبغي بالمرء من ناحية المبدأ أن يهتم بجميع الأشخاص على قدم المساواة. تشدد الموهية على أنه بدلاً من تبني مواقف مختلفة تجاه الأشخاص المختلفين، ينبغي بالحب أن يكون غير مشروط يُقدَّم للجميع دون انتظار المبادلة بالمثل، لا فقط للأصدقاء والعائلة ومن يرتبطون ببعضهم عبر العلاقات الكونفوشية الأخرى. في ما بعد، تبنت البوذية الصينية مفهوم «آي» ليدل على الحب المهتم مشبوب العاطفة واعتُبر رغبة أساسية، إذ رأت البوذية أن مفهوم «آي» إما أن يكون قدرة على الأنانية أو على الإيثار، علماً أن الإيثار عنصر أساسي لبلوغ الاستنارة.

### عواقبية الدولة
على عكس نفعية مذاهب اللذة، التي ترى في المتعة قيمة أخلاقية خيّرة، «القيم الخيّرة الأساسية في الفكر العواقبي الموهي هي... النظام والثروة المادية والزيادة السكانية». خلال عهد موزي، شاعت الحروب والمجاعات، وكان يُنظر إلى النمو السكاني على أنه ضرورة أخلاقية من أجل مجتمع متناسق. وتدل «الثروة المادية» في العواقبية الموهية على الاحتياجات الأساسية مثل المأوى والملبس. يقول ديفيد شيبرد نيفيسون، عالم الصينيات في جامعة ستانفورد، في كتاب «تاريخ كامبريدج للصين القديمة» إن القيم الخيّرة في الموهية «قائمة على علاقة متبادلة: المزيد من الثروة الأساسية، يعني المزيد من التكاثر، وبالتالي المزيد من الأشخاص، وبالتالي المزيد من الإنتاج والثروة... إن عاش الناس في وفرة، فسيكونون خيّرين وبارّين بآبائهم وعطوفين وما إلى هنالك دون إشكاليات». بالتباين مع آراء بنثام، فإن عواقبية الدولة ليست نفعية لأنها لا تتبع مذهب اللذة، إذ تفوق أهمية النتائج التي تصب في مصلحة الدولة أهميةَ المتعة والألم الفرديين.